# Law & Order: UK (seizoen 1)
Dit artikel vat het eerste seizoen van Law & Order: UK samen. Dit seizoen liep van 23 februari 2009 tot 6 april 2009 en bevatte zeven afleveringen.

## Hoofdrollen
- Bradley Walsh - rechercheur Ronnie Brooks
- Jamie Bamber - rechercheur Matt Devlin
- Harriet Walter - hoofd recherche Natalie Chandler
- Freema Agyeman - hulpofficier van justitie Alesha Phillips
- Ben Daniels - eerste hulpofficier van justitie James Steel
- Bill Paterson - officier van justitie George Castle

## Terugkerende rollen
- Tariq Jordan - Teddy

## Afleveringen
| Nr. | Aflevering | Titel    | Regisseur       | Schrijver(s)       | Selectie gastrollen | Uitzenddatum     |  |
| --- | ---------- | -------- | --------------- | ------------------ | --- | ---------------- |  |
| 1 | 1          | Care     | Omar Madha      | Chris Chibnall     | Patrick Malahide - Robert Ridley Lorraine Ashbourne - Maureen Walters Tony Maudsley - Mike Turner Venetia Campbell - Dionne Farrah Gillian McCutcheon - rechter Margaret Blake                                     | 23 februari 2009 |  |
| Deze aflevering is gebaseerd op Cradle to Grave Wanneer het dode lichaam van een negenjarig jongen wordt gevonden, in een sporttas op een parkeerplaats van een ziekenhuis, gaan rechercheurs Brooks en Devlin op onderzoek uit. Als eerste gaan hun verdenkingen uit naar de moeder van de jongen, dan horen zij van haar dat zij haar zoon alleen thuis achterliet met de veronderstelling dat de babysitter snel zou arriveren. Dit omdat zij naar haar werk moest, als zij hier te laat zou komen had zij grote kans ontslagen te worden. De babysitter werd de toegang geweigerd tot het appartementencomplex, en de jongen leed ondertussen aan koolstofmonoxidevergiftiging door een defecte gaskachel in het appartement. De rechercheurs ontdekken ondertussen dat Mike Turner, een andere huurder in het appartementencomplex, omgekocht werd door Maureen Walters, de huurbaas, om de bewoners weg te pesten. Dit om zo het complex te kunnen renoveren om hierna meer huur te kunnen krijgen. Turner zette de centrale verwarming uit in het complex, hierdoor besloot de moeder een mobiele gaskachel in haar woning aan te zetten wat zorgde voor de dood van haar kind. Tijdens de rechtszaak tegen Walters voor het veroorzaken van de dood van het kind krijgen de aanklagers een teleurstelling te verwerken, de rechter maakt de rechtszaak ongeldig. Dit omdat de conciërge van het complex verkeerd vertaald werd in de rechtszaak. De aanklagers vinden dan toch een manier om Walters aan te klagen, zij ontdekken dat zij in het verleden gezondheidsinspecteurs omkocht. Om deze zaak te kunnen winnen moeten de aanklagers alleen Turner zo ver zien te krijgen dat hij tegen Walters getuigd. |            |          |                 |                    | |                  |  |
| 2 | 2          | Unloved  | Andy Goddard    | Terry Cafolla      | Dervla Kirwan - Beatrice McArdle Nimmy March - dr. Elizabeth Rawls Nicola Stephenson - Mandy Jackson Joanna Hole - Phoebe Baxter Richard Wisker - Jono Blake Neal Barry - Stevie Agnew Cyril Nri - rechter DeMarco | 2 maart 2009     |  |
| Deze aflevering is gebaseerd op Born Bad Wanneer een dertienjarige jongen doodgeslagen wordt gevonden gaan rechercheurs Brooks en Devlin op onderzoek uit. Zij vermoeden op het eerste gezicht dat deze jongen van huis was weggelopen, maar tijdens de autopsie wordt hen duidelijk dat de jongen gezond en wel gevoed was. Omdat zij willen weten wie deze jongen was houdt hoofd recherche Chandler een persconferentie, de jongen wordt dan geïdentificeerd als Danny Jackson die in een pleeggezin woonde. Dit omdat zijn moeder een drugsverslaafde was en momenteel in een afkickkliniek verblijft. De moeder had recentelijk een verhouding met Stevie Agnew die bij haar inwoonde, hij werd toen al verdacht van lichamelijke mishandeling op de jongen. Agnew ontkent dat hij de jongen met geen vinger heeft aangeraakt en verzekerd hen dat hij de jongen niet meer gezien heeft nadat de relatie met de moeder voorbij was. Dan ontdekken de rechercheurs dat Jono Blake, een ander pleegkind die in hetzelfde pleeggezin verbleef, meer weet van de dood van Jackson. Steel en Phillips klagen Blake aan voor de dood van Jackson en ontmoeten dan een oude bekende die als advocate optreedt van Blake, het is Beatrice McArdle. McArdle en is een oude vlam van Steel, en zij voert als verdediging een genetische afwijking als excuus voor de dood van Jackson. Steel gaat hiertegen vol in de aanval omdat hij bang is dat hierdoor het hele rechtssysteem op zijn kop kan worden gezet, als aangenomen wordt dat genen verantwoordelijk kunnen worden gehouden voor agressief gedrag kunnen meer veroordeelde hierdoor vrijkomen. |            |          |                 |                    | |                  |  |
| 3 | 3          | Vice     | Omar Madha      | Chris Chibnall     | Juliet Aubrey - Emma Sandbrook Lesley Manville - Phyllis Gladstone Sean Pertwee - Josh Pritchard Deborah Cornelius - Kate Barton Daniel Betts - Steve Sandbrook                                                    | 9 maart 2009     |  |
| Deze aflevering is gebaseerd op Working Mom Wanneer het dode lichaam van Frank McCallum, een ex-politieman, in zijn eigen auto wordt gevonden gaan rechercheurs Brooks en Devlin op onderzoek uit. Zij ontdekken dat McCallum voor zijn dood orale seks heeft gehad, dit leidt hen naar een jonge prostituee die zijn portemonnee in haar bezit had. Zij wordt echter na forensisch onderzoek al snel niet meer aangemerkt als verdachte. Tijdens hun verder onderzoek ontmoeten zij de vrouw van McCallum, en horen zij van de baas van het slachtoffer dat hij een verduisteringszaak op het spoor was in het bedrijf. Hierdoor duiken zij in het privélevens van de collega's van het slachtoffer, hierdoor stuiten de rechercheurs op een creditcard van het bedrijf in een kledingwinkel. Deze kledingwinkel wordt geleid door twee vriendinnen, Emma Sandbrook en Kate Barton. Verder onderzoek wijst uit dat de kledingwinkel een dekmantel is voor iets anders, namelijk een escortservice waarin de twee vriendinnen werkte als escortmeisjes om zo de scholen te kunnen betalen voor hun kinderen. De twee vriendinnen worden aangeklaagd voor de moord op McCallum, dit nadat het unieke lipstick van Sandbrook is aangetroffen op het slachtoffer. De advocate van Sandbrook wil als verdediging aanvoeren dat het slachtoffer haar cliënt chanteerde voor gratis seks, en dat zij hem doodde in een gevecht toen zij hem wilde ontvluchten. Steel en Phillips zijn echter niet overtuigd van dit verhaal en bereiden zich voor op een juridisch gevecht met de advocate. |            |          |                 |                    | |                  |  |
| 4 | 4          | Unsafe   | Andy Goddard    | Chris Chibnall     | Iain Glen - Luke Slade Nicola Sanderson - Joy Ackroyd Amber Agha - Elena Adani Paul Darrow - rechter Prentice | 16 maart 2009    |  |
| Deze aflevering is gebaseerd op American Dream Wanneer een schatzoeker met een metaaldetector een negenjaar oud skelet ontdekt gaan rechercheurs Brooks en Devlin op onderzoek uit. Forensisch onderzoek wijst uit dat het skelet behoorde aan David Ackroyd die in 1999 spoorloos verdween, dit zorgt ervoor dat de rechercheurs nu genoodzaakt zijn om een oude moordzaak te heropenen. Na de verdwijning van Ackroyd werd zijn voormalige zakenpartner Luke Slade veroordeeld van moord op Ackroyd, ondanks dat er toen geen lichaam werd gevonden. Slade werd toen toch veroordeeld op een verklaring van een onbetrouwbare getuige, Slade had volgens hem verteld dat hij het slachtoffer had vermoord door zijn keel door te snijden. De autopsie wijst echter uit dat het slachtoffer om het leven is gebracht door een schot door zijn hoofd. Door deze ontdekkingen is de kans groot dat Slade vrij wordt gesproken van de moord op Ackroyd, Steel is nog niet overtuigd van zijn onschuld en wil ervoor zorgen dat hij vast blijft zitten. Als tijdens de rechtszaak duidelijk wordt dat Slade zichzelf wil gaan verdedigen ontstaat al snel een juridisch gevecht wat lijkt op een vendetta tussen hen. De rechter besluit dan dat de rechtszaak tegen Slade opnieuw moet, Steel ontdekt dan dat Slade in zijn tijd in de gevangenis een volleerd jurist is geworden en moet alles op alles zetten om hem toch te kunnen veroordelen. Dankzij een oude celmaat van Slade lukt het Steel om hem weer te kunnen veroordelen. |            |          |                 |                    | |                  |  |
| 5 | 5          | Buried   | Mark Everest    | Catherine Tregenna | Holly Aird - Julia Mortimer Keith Barron - Vernon Mortimer Margot Leicester - Catherine Mortimer Colin Salmon - Doug Greer Anthony Higgins - Edward Connor                                                         | 23 maart 2009    |  |
| Deze aflevering is gebaseerd op In Memory of Tijdens verbouwingswerkzaamheden worden de stoffelijke resten ontdekt van een jongen, rechercheurs Brooks en Devlin worden op onderzoek uit gestuurd. De autopsie wijst uit de stoffelijke resten behoren aan Thomas Keegan, die verdween spoorloos in 1983 op achtjarige leeftijd. Keegan is overleden aan een klap op zijn hoofd en werd toen achter een muur gemetseld. De rechercheurs ontmoeten de gepensioneerde rechercheur die toen de zaak onderzocht, hij is overtuigd dat de toenmalige buurman en vermoedelijke pedofiel, Edward Conno, meer weet van de dood van Keegan. Conno werd toen gearresteerd en onderworpen aan een langdurig verhoor, zij moesten hem toen weer vrijlaten vanwege gebrek aan bewijs. De rechercheurs komen ook in contact met Julia Mortimer, een oude jeugdvriendin van Keegan. Zij vertelt de rechercheurs dat zij Keegan de dag voor zijn verdwijning nog gezien had, als de rechercheurs vermoeden dat zij meer weet dan dat zij vertelt vragen zij aan haar of zij een EMDR behandeling wil ondergaan om zo haar geheugen terug te brengen. Tijdens haar EMDR behandeling komt haar vader Vernon tevoorschijn als vermoedelijke dader, tevens komt naar boven dat Vernon ook zijn dochter Julia in haar jeugd seksueel heeft misbruikt. Steel moet nu de rechter zien te overtuigen dat Vernon in het verleden actief was als pedofiel en verantwoordelijk is voor de dood van Keegan, de rechtszaak brengt veel oud zeer boven tussen Vernon en Julia. Steel is in deze zaak geheel afhankelijk van de geëmotioneerde en potentieel onbetrouwbare getuigenis van Julia. |            |          |                 |                    | |                  |  |
| 6 | 6          | Paradise | Tristram Powell | Chris Chibnall     | Frances Barber - Michaela Herman Ken Bones - Ediz Kilic Charles Kay - St John Artemis Nabil Elouahabi - Nazim Kasaba Souad Faress - Birsen Ozkan                                                                   | 30 maart 2009    |  |
| Deze aflevering is gebaseerd op Heaven Door een brandstichting op een Turkse club vinden zeventien mensen de dood, rechercheurs Brooks en Devlin gaan op onderzoek uit. De zeventien slachtoffers blijken allen een illegale status te hebben, en de rechercheurs ondervinden al snel een grote druk om de verantwoordelijke te vinden voor de brandstichting. Zij gaan er eerst van uit dat de brandstichter handelde uit racisme, al snel wordt duidelijker dat de zaak gecompliceerder is. Door het gebruik van camerabeelden zijn zij in staat om in een ziekenhuis een verdachte, Nazim Kazaba, te vinden waar hij onder behandeling is van brandwonden. Kazaba kreeg tijdens de brandstichting te maken met een ontplofte brandstoftank, een stuk van deze tank zit nu in zijn been en hij weigert verdere medische behandeling. Omdat dit stuk brandstoftank een belangrijk stuk bewijs is willen zij nu via de rechter afdwingen dat dit medisch verwijderd wordt, een mensenrechtenorganisatie die zich in deze kwestie mengt helpt niet echt met dit verzoek. Het verzoek voor het verwijderen van het bewijsstuk wordt door de rechter afgewezen, nu zit er niets anders op voor de rechercheurs dan te wachten tot het lichaam van Kazaba het stuk zelf afstoot. Nadat dit eindelijk gebeurd kunnen de rechercheurs Kazaba aanklagen voor de moord op de zeventien slachtoffers. Kazaba besluit dan om een regeling te treffen voor strafvermindering. Zijn verdere informatie leidt de rechercheurs naar Ediz Kilic, een belangrijk lid van de Turkse woongemeenschap in Londen. Kilic blijkt ook een mensensmokkelaar te zijn die Kazaba opdracht had gegeven de mensen te doden die zijn illegale praktijken openbaar wilde maken. Steel en Phillips brengen Kilic voor de rechter voor de dood van de zeventien slachtoffers, zij merken al snel dat dit grote gevolgen kan hebben in hun relatie met justitie en burgerorganisaties. Steel vraagt hulp aan een oude Turkse schoolvriend, maar zet dan de vriendschap op het spel als hij zijn oude schoolvriend verdenkt van betrokkenheid. |            |          |                 |                    | |                  |  |
| 7 | 7          | Alesha   | Mark Everest    | Catherine Tregenna | Derek Riddell - dr. Alec Merrick Kim Vithana - Donna Miller Lesley Manville - Phyllis Gladstone Ania Sowinski - Diane Perkins Camilla Arfwedson - Laura Todd                                                       | 6 april 2009     |  |
| Deze aflevering is gebaseerd op Helpless Alesha Phillips bezoekt haar gynaecoloog dr. Alec Merrick voor een routineonderzoek, tijdens het onderzoek voert de arts echter seksueel getinte handelingen uit en Phillips dient hiervoor een klacht tegen de arts in bij de politie. Rechercheurs Brooks en Devlin hebben echter moeite met het vinden van bewijs tegen de arts, ook kunnen zij geen andere patiënten vinden met dezelfde klachten tegen de arts. Wel vinden zij bewijzen dat de arts seksueel contact heeft gehad met patiënten, maar deze patiënten weigeren een klacht tegen hem in te dienen. Uit wanhoop gaat Phillips terug naar haar gynaecoloog voor onderzoek om zo meer bewijzen te kunnen verzamelen, dr. Merrick drogeert haar nu en verkracht haar. Dr. Merrick weet alleen niet dat Phillips een kleine camera bij zich heeft, nu kan Steel dr. Merrick voor het gerecht brengen voor verkrachting. In de rechtszaak bekent dr. Merrick dat hij seksueel contact heeft gehad met Phillips, en dat dit met wederzijdse toestemming plaatsvond. Steel moet nu alles uit de kast halen om dr. Merricks te kunnen veroordelen, helemaal als de advocaat vindt dat zijn cliënt in de val is gelokt door de camera. |            |          |                 |                    | |                  |  |